# Avro 627 Mailplane
Dimensions
L'Avro 627 Mailplane est un avion postal britannique de l'Entre-deux-guerres destiné au marché canadien qui est resté au stade de prototype pour des raisons économiques malgré d'excellentes performances.

## Avro 608 Hawk
Biplace de chasse à moteur en étoile Bristol Jupiter de 425 ch dérivé de l’Avro 604 Antelope. Il s'agissait d'un biplan à ailes inégales décalées en flèche. Le prototype ne fut pas achevé, modifié en cours de montage en Avro 622.

## Avro 622 Hawk
En cours de construction le prototype Avro 608 fut modifié en chasseur-bombardier avec un moteur 14 cylindres en double étoile Armstrong Siddeley Panther II de 540 ch. Cet appareil fut modifié avant achèvement comme Avro 627 Mailplane . 

## Avro 627 Mailplane
Canadian Airways (en) ayant exprimé un possible besoin pour un appareil postal, Roy Chadwick décida de modifier l’Avro 622 qui n’était pas achevé. Devenu monoplace, l’appareil pouvait recevoir soit un train terrestre soit des flotteurs et fut terminé avec un moteur Armstrong Siddeley Panther IIA de 525 ch enfermé dans un anneau Townend. La structure était entièrement métallique, les panneaux métalliques du revêtement avant étant facilement démontables pour faciliter l’entretien de l’appareil. Installée devant le pilote, la soute postale construite en matériaux sandwich résistant au feu avait un volume utile d’environ 1 m3, et était accessible par un panneau articulé sur le flanc droit du fuselage. 
Le prototype [G-ABJM, c/n 502] obtint sa certification le 2 août 1931 et fut envoyé au Canada pour essais. L’Avro Mailplane répondait parfaitement aux besoins de Canadian Airways (en) mais le gouvernement canadien ayant supprimé les subventions à l’aviation civile la compagnie se trouva dans l’incapacité de financer l’achat de nouveaux appareils et le prototype fut renvoyé en Grande-Bretagne. Acheté par Armstrong Siddeley Motors Ltd, il fut engagé dans l’édition 1932 de la Course aérienne de la Coupe du Roi, durant laquelle il fut chronométré à 283 km/h. Mais cette compétition était une course à handicap et les moteurs de forte puissance étaient lourdement pénalisés. Le Mailplane était l’appareil le plus pénalisé et son pilote H.A.Brown fut classé 29e. 

## Avro 654
Inutile, l’unique Mailplane fut finalement converti en 1933 en banc d’essais en vol du moteur Armstrong Siddeley Tiger IV de 700 ch. Il ne connut qu’une courte carrière, étant démantelé dès 1934 à WoodfordA.J. Jackson. Il fut radié du registre britannique en mai 1935.

## Sources
1. 1 2 3  A.J.Jackson
2. 1 2  Flight 14 août 1931 p. 802
3. ↑  Flight 14 août 1931 p. 803
4. 1 2  A.J. Jackson
5. ↑  Flight 8 juillet 1932 p. 627